# Jean de Laborde
Jean Joseph Jules Noël de Laborde (Chantilly, 29 novembre 1878 – Castillon-la-Bataille, 30 luglio 1977) è stato un ammiraglio francese, comandante della squadra navale (Forces de Haute Mer) di Tolone all'atto dell'invasione del territorio della Francia di Vichy (Operazione Anton) nel novembre 1942. Nonostante avesse ricevuto l'ordine di salpare con tutte le navi che avessero potuto farlo verso il Nord Africa preferì autoaffondare le navi per evitare che cadessero nelle mani delle forze dell'Asse. Dopo la fine della seconda guerra mondiale fu sottoposto a processo per alto tradimento e condannato a morte. La sentenza non fu mai eseguita.

## Biografia
Il conte Jean Joseph Jules Noël de Laborde nasce il 29 novembre 1878 a Chantilly, discendente da una famiglia originaria del Béarn, che aveva fatto fortuna nel sedicesimo secolo. La sua famiglia, di origine plebea, venne nobiliata dal Re Luigi XV col titolo di Marchese. I suoi antenati servirono gloriosamente prima la monarchia e poi l'Impero, acquistando una grande fortuna. Nel 1895 entrò nell'École Navale con il titolo di conte, e da qui gli resterà il soprannome in cui fu conosciuto all'interno della Marine Nationale: "le comte Jean". Attirato dal servizio d'oltremare, all'uscita dell'École navale, il 1º agosto 1897,  fece domanda per essere destinato al servizio in Estremo Oriente.
Promosso sottotenente di vascello nell'ottobre 1900, prese parte alla campagna contro i Boxer, in Cina. Nel corso del 1904, in tempi brevi, ricevette un premio in denaro ed un brevetto per il battaglione dei fucilieri di marina. Ritornato in territorio metropolitano, diviene tenente di vascello nel 1908, e tra il 1909 e il 1911 partecipò ad alcune operazioni sulle coste del Marocco, al cui termine fu nuovamente inviato in Estremo Oriente a bordo dell'incrociatore corazzato Dupleix. Una volta arrivato in Indocina si interessò al mondo dell'aviazione, e fattosi consegnare un velivolo Blériot XI imparò a pilotarlo da solo. Al termine del periodo di addestramento, a bordo dello stesso velivolo, sorvolò la città di Saigon. 
Per questo fatto, nell'aprile del 1912, gli venne rilasciato un attestato ufficiale di benemerenza, ed ottenne il brevetto ufficiale di pilota nel maggio 1914, ma all'epoca rimase gravemente ferito, il 9 giugno 1914, effettuando una prova di decollo con un aereo partendo della portaidrovolanti La Foudre.
Allo scoppio della prima guerra mondiale è designato a prestare servizio nell'aviazione di marina. Comandò brillantemente le squadriglie da bombardamento VB2 e VB102, il che gli valse due citazioni all'ordine del giorno del comando supremo. Nel marzo 1915 viene insignito della Croce di Cavaliere della Legion d'onore. Creò e comandò il centro di addestramento dell'aviazione di marina di Dunkerque. Nel gennaio 1917 fu promosso al grado di capitano di fregata, venendo nuovamente citato per due volte all'ordine del giorno del comando supremo. In seguito assunse il comando del servizio di pattugliamento aereo sulla zona operativa delle Armate del nord.

### Tra le due guerre
Nel gennaio 1923 venne promosso capitano di vascello, e nel novembre 1924 assume il comando della nuova portaerei Béarn, divenuta operativa nel 1926. Il suo compito consisteva nello studiare la dottrina di impiego della nave in seno alla flotta. L'8 agosto 1928 viene elevato al rango di contrammiraglio, all'età di 50 anni. Comanda, tra il 20 settembre 1928 ed il 15 ottobre 1930, il settore marittimo di Tolone. Tra il 13 settembre 1930 ed il 4 ottobre 1932 è al comando della 2ª Squadra da battaglia, innalzando la sua insegna a bordo della nave da battaglia Provence. Promosso al grado di viceammiraglio il 4 ottobre 1932, assume la carica di comandante in capo e prefetto marittimo  della 4ª Regione marittima di Biserta, e di comandante della Marina di Sua eccellenza il Bey di Tunisi.  Lasciò tale incarico il 18 giugno 1936.
Durante la sua permanenza in Tunisia sorvolò in solitario il deserto del Sahara fino a Tamanrasset. Il 18 giugno 1936 riassunse il comando della 2ª Squadra da battaglia,  sostituendo l'ammiraglio François Darlan  Il 15 agosto 1936 assunse anche il comando della Squadra dell'Atlantico, basata a Brest, in Provenza. Lasciò i due incarichi il 31 agosto 1938, e dal 31 gennaio 1937 al 29 novembre 1940 fu membro del Consiglio Superiore della Marina. Il 27 settembre 1938 fu promosso al grado di ammiraglio. Dal 18 settembre 1938 all'11 aprile 1939 ricoprì la carica di Ispettore Generale delle Forze Marittime.  Tra l'11 aprile 1939 e il 2 settembre dello stesso anno ricoprì gli incarichi di Ispettore Generale permanente dell'idrografia, presidente della Commissione permanente di controllo e della revisione del regolamento d'armamento, della Commissione superiore dei naufragi, del Comitato idrografico, e vicepresidente della Commissione dei fari.

### La seconda guerra mondiale
Allo scoppio della seconda guerra mondiale, il 2 settembre 1939, diviene Comandante in Capo delle forze navali francesi dell'Ovest (Amiral Ouest), con Quartier generale a Brest. A questo titolo organizzò l'operazione di intervento in Norvegia, con lo sbarco delle forze alleate a Narvik. Quando il 10 maggio 1940 i tedeschi attaccarono ad ovest e rapidamente infransero le linee francesi avanzando lungo i porti della costa, egli ordinò di evacuare tutte le navi in grado di partire verso i porti dell'Inghilterra e dell'Africa, compresa la moderna corazzata Jean Bart ancora in fase di allestimento nel cantiere di Saint-Nazaire. Le navi impossibilitate a salpare furono autoaffondate o distrutte. Il miracolo compiuto con la partenza della corazzata Jean Bart fu ritenuto una prodezza, e la sua audacia gli assicurò un grande ascendente sugli equipaggi della flotta francese.
Il 15 giugno 1940 il cacciatorpediniere francese Mistral salpò alla volta della Gran Bretagna recando a bordo i dodici tra i maggiori fisici e chimici francesi, destinati ad accompagnare in Inghilterra l'unico quantitativo di acqua pesante esistente nel territorio della Repubblica. Tale trasferimento fu autorizzato dall'ormai dimissionario ministro della ricerca scientifica Raoul Dautry, come regalo al programma atomico britannico, avviato nella più totale segretezza nell'autunno del 1938, su iniziativa della Royal Air Force. Dopo aver insistentemente chiesto un passaggio sul Mistral per una rapida visita in Gran Bretagna, il generale Charles de Gaulle, una volta salito a bordo, si lasciò andare a pesantissimi giudizi nei riguardi del Maresciallo Petain e del generale Weygand, esprimendoli ripetutamente ad alta voce. Ciò spinse il rigido ammiraglio de Laborde, comandante del Dipartimento marittimo, e presente sulla scena, a meditare seriamente di far arrestare il generale de Gaulle, da poco promosso Sottosegretario alla guerra del governo Petain, ma sempre sottoposto, in quanto militare, al regolamento di disciplina. Tuttavia, contravvenendo al proprio impulso, egli decise di lasciare correre nei confronti del giovane generale di fresca nomina.

### Il servizio sotto il governo di Vichy
Il 20 agosto 1940 lasciò l'incarico di Comandante in Capo delle Forze Marittime dell'Ovest, andando in congedo. Divenne fortemente "anglofobo" dopo l'attacco inglese alla squadra da battaglia francese ancorata nella rada di Mers-el-Kébir. In seguito a ciò viene chiamato a Tolone dove assume il comando di ciò che rimaneva della flotta, dopo la sospensione, accolta da Hitler, dell'articolo 8 della convenzione di armistizio (disarmo della marina). Il 25 settembre 1940 diviene Comandante in Capo su ciò che era rimasto delle Forces de Haute Mer (F.H.M.), sostituendo il parigrado Marcel Gensoul. Innalzò la sua insegna sull'incrociatore da battaglia Strasbourg, unica grande unità da battaglia rimasta operativa dopo la tragedia di Mers-el-Kebir.
Il suo lealismo verso il governo di Vichy fu senza discussioni: nel corso del 1942, in accordo col maresciallo Pétain, Pierre Laval e l'ammiraglio Platon, si presentò all'ambasciata del Reich a Parigi con il progetto di formare di un corpo di spedizione di ventimila uomini che sarebbe stato mandato in Ciad per combattere le Forze francesi libere raccolte qui dal generale Philippe Leclerc de Hauteclocque. Tale legione di volontari sarebbe stata posta agli ordini del generale tedesco Erwin Rommel. Fu interpellata la Commissione Armistiziale di Wiesbaden, che non diede alcun seguito a questa idea. Dopo lo sbarco in Africa settentrionale da parte degli Alleati, l'11 novembre 1942, suggerì che la flotta francese attaccasse gli alleati come rappresaglia, ma tale proposito fu, però, fortemente osteggiato dal Ministro della Marina, ammiraglio Gabriel Auphan.

### L'autoaffondamento della flotta a Tolone

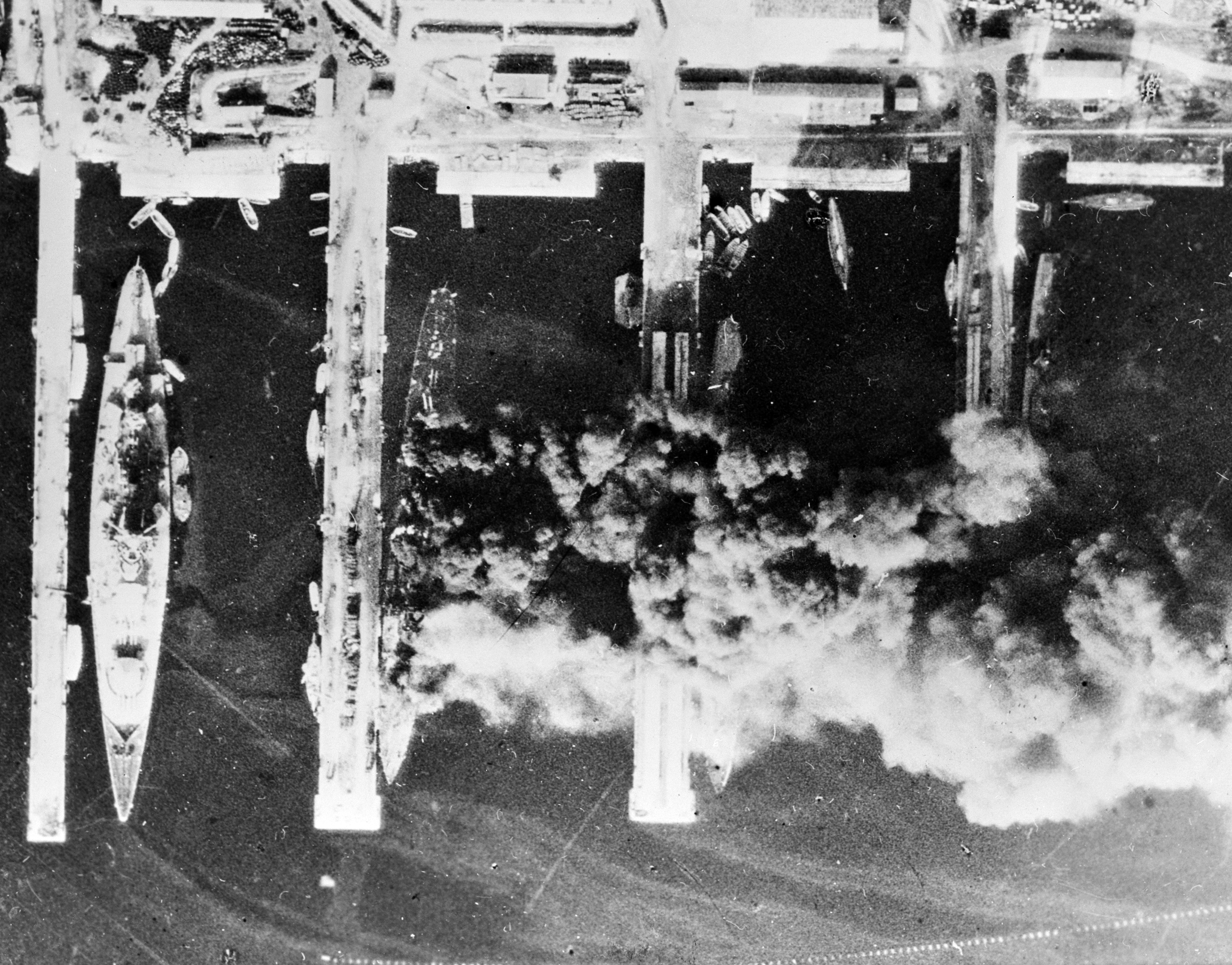
Autoaffondamento della flotta a Tolone, 1942.

Alla vigilia dell'intervento tedesco nella zona libera di Vichy, l'ammiraglio fece prestare giuramento ai comandanti delle navi di "défendre Toulon contre les Américains, les Anglais et les Français ennemis du gouvernement" I due capitani che si rifiutano di prestare giuramento, Pothuau e Du Garreau, dovettero lasciare immediatamente il loro posto di comando. Il 16 novembre i tedeschi imposero il ritiro della divisione rinforzata di fanteria che difendeva il porto di Tolone. Tuttavia, il 25 novembre, l'ammiraglio affermò di restare al suo posto sotto il comando della marina francese, per i sentimenti di ammirazione che nutriva per le alte autorità militari dell'Asse. Era chiaro che nel suo spirito il nemico non era la Germania ma gli Alleati, e che raggiungere i porti dell'Algeria e del Marocco con la flotta era fuori questione.
I suoi rapporti con l'ammiraglio Darlan erano da tempo pessimi, i due si parlavano a malapena. L'ammiraglio de Laborde era l'unica personalità della marina francese che poteva competere con Darlan sul piano del prestigio e della competenza tecnica. Il 27 novembre 1942, alle 3:30 della mattina, i tedeschi applicando il piano Lila irruppero verso la zona del porto. Una colonna di mezzi corazzati si presentò davanti ai posti di guardia delle due entrate del porto di Tolone. Alle ore 4:25 il prefetto marittimo di Tolone, ammiraglio André Marquis fu catturato dai tedeschi nel suo letto. A bordo dell'incrociatore da battaglia Strasbourg egli impartì l'ordine di autoaffondamento delle navi alle 5:45 e lo confermò, per iscritto, alle 6:00. Le unità si autoaffondarono con la bandiera di combattimento innalzata a riva. Commentando tale fatto nel corso del 1943 egli scrisse: "Les six mille officiers et marins des forces de haute mer peuvent jurer que je n'ai jamais cessé de leur communiquer ma haine des Anglo-Saxons, antérieure même à Mers el-Kébir, que je n'ai jamais songé à faire appareiller la flotte pour les joindre". Nonostante le sue note posizioni anglofobe, tuttavia, de Laborde non consegnò la flotta ai tedeschi, ma restando fedele alla parola data al maresciallo Pétain e, conformemente agli ordini ricevuti a suo tempo da Darlan, la fece autoaffondare.

### Il processo per alto tradimento
Il 1º gennaio 1943 lasciò il comando delle Forces de Haute Mer (F.H.M.), andando in permesso tra il Capodanno e il 1º aprile 1943, quando viene posto in posizione di riserva. Alla liberazione della Francia, durante il periodo dell'"Épuration légale", venne messo sotto processo per alto tradimento. Il 22 maggio 1945 gli fu revocata la pensione a partire dalla data retroattiva del 9 settembre 1944. Il 28 marzo 1947 fu condannato a morte dall'Alta Corte di Giustizia, ed inoltre gli venne inflitta la pena accessoria della degradazione nazionale a vita e della confisca di ogni suo bene. Gli si imputava di non essere riuscito a salvare la flotta, portandola in Algeria per essere consegnata alle forze alleate. Il 9 giugno 1947 la condanna a morte fu commutata in 15 anni di detenzione a partire dalla data dell'incarcerazione, da scontare nel carcere di Riom. Il 17 aprile 1947 è radiato dall'Ordine della Légion d'onore e di quello della Médaille militaire con data a partire dal 28 marzo dello stesso anno. Nel settembre 1951 venne rilasciato e il 1º luglio 1959 fu amnistiato per quanto concerneva l'arresto del marzo 1947.
Il 14 dicembre 1949 il Consiglio di Stato si pronunciò contro la revoca della pensione, e il 25 aprile 1950 venne incaricata della competenza sul processo del 28 marzo 1947 la "2ème section" della Corte di Cassazione, che annullò il procedimento a suo carico. Dopo la sua liberazione si trasferì a Castillon-la-Bataille, in una splendida casa sulle rive della Dordogna, e lì si spense il 30 luglio 1977, all'età di 98 anni. Sua moglie si spense nella stessa casa, il 21 gennaio 1990, all'età di 101 anni.

### Annotazioni
1. ↑  Comando effettivo dal 19 novembre 1930.
2. ↑  Effettivo dal 28 novembre 1932.
3. ↑  Interrogato su tale proposito durante il processo tenutosi nel dopoguerra, de Laborde affermò che si era trattato di una mossa di pura propaganda, con cui si sperava di ottenere la liberazione di 60.000-80.000 prigionieri di guerra.
4. ↑  Egli diede ordine di :difendere Tolone contro gli americani, gli inglesi ed i francesi nemici del governo.

### Fonti
1. 1 2 3 4 5 6 7 8 9 10  Tucker, Roberts 2011, p. 441.
2. 1 2 3 4 5 6 7 8 9 10 11 12 13 14 15 16 17 18 19 20 21 22  École navale traditions.
3. ↑  Couhat 1974, p. 53.
4. ↑  Couhat 1974, p. 78.
5. ↑  Couhat 1971, p. 31.
6. ↑  Ouest-France, 26 aout 1928.
7. ↑  Couhat 1971, p. 21.
8. ↑  Ouest-France, 19 octobre 1932.
9. 1 2  Ouest-France, 25 avril 1936.
10. ↑  Ouest-France, 25 avril 1932.
11. ↑  Ouest-France, 18 février 1937.
12. ↑  Ouest-France, 22 octobre 1938.
13. 1 2  Couhat 1971, p. 30.
14. 1 2 3 4 5  Cernuschi 2000, pp. 10-11.
15. ↑  Churchill 1959, p. 215.
16. 1 2  Du Moulin de Labarthète 1990, p. 37.
17. ↑  Le Masson 1969, p. 72.
18. 1 2 3 4 5 6 7  Tucker, Roberts 2011, p. 442.
19. 1 2  Raphaël Leygues, Jacques Jean Georges, e François Flohic. Darlan, Laborde: L'inimitié de deux amiraux. Brest, France: Éditions de la Cité, 1990
20. 1 2  Koburger 1994, p. 140.
21. ↑  Koburger 1994, p. 195.